# Fællesnavn
Et fællesnavn eller et appellativ er et navneord, der betegner en art, en klasse eller et begreb, f.eks. kvinde og drab, i modsætning til et egennavn, der betegner et individ, f.eks. Sofie, Gud, Danmark, København.
Det sker somme tider, at egennavne bliver til fællesnavne og fællesnavne til egennavne. Produktnavnet Kleenex er blevet et almindeligt ord for et papirlommetørklæde, og man taler om et modemekka med bevidst eller ubevidst reference til byen Mekka. Omvendt stammer mange personnavne oprindeligt fra fællesnavne: Steen = sten, Ulf = ulv, Jørgen = gr. geōrgos ("bonde").
Fællesnavne skrives med lille begyndelsesbogstav, egennavne med stort. Man gik på dansk med retskrivningsreformen i 1948 væk fra at skrive fællesnavne med stort begyndelsesbogstav. En københavner er et fællesnavn med lille begyndelsesbogstav. Det er afledt af egennavnet København med stort begyndelsesbogstav.
Et sammensat navneord af egennavn og fællesnavn er selv et fællesnavn med lille begyndelsesbogstav. Fx danmarkshistorie (Danmark + historie); århusforstaden Viby (Århus/Aarhus + forstad).